# Schijndood (boek)
Schijndood is een Nederlandstalig boek geschreven door Simone van der Vlugt en gepubliceerd in 2002.

## Verhaal
Een student genaamd Kris heeft telkens nachtmerries waarin hij zijn eigen dood beleeft, en tijdens zijn lessen van zijn studie Economie in Amsterdam tekent hij een huis waarvan hij geen idee heeft waarom hij het tekent, of waarvan het is.
Een vriendin en kamergenoot adviseert hem om naar haar tante te gaan, want zij is namelijk een reïncarnatietherapeut en denkt hem te kunnen helpen.
De therapeut brengt hem onder hypnose en brengt hem naar het jaar 1655 in zijn vorig leven, waar hij leeft als Olivier in Alkmaar, maar daar komt hij erachter dat hij melaats is, en daardoor de stad uit moet en zijn vrienden en familie moet achterlaten en nooit meer mag zien.
Hij komt terecht in een tehuis, maar kan het daar niet uitstaan, dus vlucht hij weg, en dwaalt door het land.
Hij reist mee met een man en zijn vrouw met kinderen in een wagen met paard.
Later breekt de pest uit, maar hij weet niet of hij op tijd bij zijn familie zal aankomen.